# Васильєв Олексій Сергійович
Олексій Сергійович Васильєв (рос. Алексей Сергеевич Васильев; 1 вересня 1977, м. Ярославль, СРСР) — російський хокеїст, захисник.  
Вихованець хокейної школи «Торпедо» (Ярославль). Виступав за «Торпедо»/«Локомотив» (Ярославль), «Гартфорд Вулф-Пек» (АХЛ), «Нью-Йорк Рейнджерс», «Мілвокі Адміралс» (ІХЛ), «Торпедо» (Нижній Новгород).
В чемпіонатах НХЛ — 1 матч (0+0).
У складі молодіжної збірної Росії учасник чемпіонату світу 1997. У складі юніорської збірної Росії учасник чемпіонату Європи 1995.
Досягнення
- Чемпіон Росії (1997, 2002, 2003), срібний призер (2008, 2009).